# Bitva u Morannonu
Bitva u Morannonu nebo také bitva u Černé brány (anglicky Battle of the Black Gate) je bitvou ve Válce o Prsten v Tolkienově světě Středozemi.

## Události předcházející bitvě
Po významném vítězství Svobodných národů v bitvě na Pelennorských polích se zbylá sauronova vojska stáhla a opevnila v Mordoru za Černou bránou. Nastala patová situace. Armády Gondoru a Rohanu sice ubránily hlavní město Gondoru Minas Tirith, ale utrpěly obrovské ztráty. Sauron měl i přes minulé ztráty k dispozici desetinásobnou přesilu. Aragorn a ostatní velitelé se nakonec rozhodli pro riskantní tah: vylákat Sauronova vojska ven z Mordoru a zaměstnat tak jejich pozornost. Tím chtěly poskytnout krytí Frodovi se Samem v jejich cestě do Hory osudu. Spojená vojska Západu čítající nevelký počet jezdců i pěchoty, vytáhla pod Aragornovým velením k Černé bráně. Elfhelm v čele 3 000 Rohirů byl vyslán k Anórienu, aby odtamtud vytlačil Sauronovo vojsko. Velitelé nechali část lučištníků hlídat Křižovatku, aby neztratili komunikační linii s Gondorem. Během tažení byla spojená vojska napadena skřety a Východňany, ale útok se jim podařilo odrazit. Když konečně došla k Černé bráně, někteří vojáci při pohledu na zemi nepřítele ztratili odvahu a odmítli bojovat. Aragorn jim dovolil odejít, ale žádal je, aby jako zatím napadli Sauronovy oddíly na ostrově Cair Andros. Vojska Západu čítala před Morannonem na 6 000 bojovníků.
Sauron vyslal ke spojeneckému vojsku své vyjednavače. V jejich čele byl Černý Númenorejec, který si říkal Ústa Sauronova. Ten se za pomoci Samova meče, elfského pláště a Frodovy mithrilové košile vydíral velitele Západu, že Frodo byl zajat a požadoval bezpodmínečnou kapitulaci, pod hrozbou mučení půlčíka. Temný pán však nevěděl, proč byl hobit do Mordoru vyslán. Delegace vedená Gandalfem podmínky odmítla. Poté vyšla otevřenou branou vojska Mordoru a další do té doby ukryté jednotky. Armáda Západu byla obklíčena ze všech stran více než desetinásobnou převahou. Zaujala obranná postavení proti bráně. Aragorn a Gandalf veleli na levém křídle, Éomer a kníže Imrahil s rytíři Gondoru na křídle pravém.

## Průběh bitvy
Od začátku boje se pro spojená vojska bitva nevyvíjela dobře. Proti Gondorským stáli zuřiví Olog-hai a Pipinovi se v boji podařilo usmrtit jejich velitele. Ze vzduchu zaútočili nazgûlové na svých okřídlených monstrech. Na pomoc spojencům tehdy přiletěli orli vedení svým pánem Gwaihirem. Když se již zdálo, že všechna naděje pominula a osud vojsk Západu je zpečetěn, si Frodo nasadil Prsten přímo v nitru Hory osudu. Temný pán si teprve v tomto okamžiku uvědomil, že útok na černou bránu je lest a hlavní útok probíhá v nitru Mordoru. Svou vůlí okamžitě vyslal Prstenové přízraky k Hoře osudu, ale už bylo příliš pozdě. Glum napadl Froda, ukousl mu prst i s Prstenem a zřítil se s ním do Puklin osudu. Nazgûlové byli chyceni následující ohnivou bouří a zanikli v ohni Hory osudu. Barad-dûr i Černá brána se zřítily a duch Temného pána Saurona se rozpustil. Skřeti a trollové do této chvíle poháněni Sauronovou myslí, ztratili náhle rozum a ač byli v početní převaze, dali se na bezhlavý útěk. Východňané a Jižané bojovali zarputile dál, ale nakonec složili zbraně a vzdali se vítězům.

## Důsledky
Zničení prstenu a Sauronův pád znamenaly vítězství spojenců v celé Válce o Prsten. Po boji odletěl Gandalf na Gwaihirovi, kterého doprovázeli dva z druhů směrem k Hoře Osudu a z jejich plamenů zachránili Froda a Sama. Vítězství u Morannonu umožnilo následnou korunovaci Aragorna na krále Obnoveného království, Elessara. Moc krále Elessara postupně uznali také obyvatelé Haradu i Rhûnu a říše tak na přelomu třetího a čtvrtého věku dosáhla svého největšího rozkvětu.